# Nello Dipasquale
Emanuele Dipasquale, detto Nello (Ragusa, 23 aprile 1969), è un politico italiano.
Sindaco di Ragusa dal 2006 al 2012, dal 2017 è deputato all'Assemblea regionale siciliana.

## Biografia

### Primi passi e sindacatura a Ragusa
All'età di 16 anni aderisce alla Democrazia Cristiana e inizia a frequentarne la sezione giovanile ragusana. Nel 1986 viene eletto segretario cittadino e nel 1989 segretario provinciale dei giovani democristiani. Nel 1992 viene eletto segretario provinciale dei giovani del PPI e nel 1996 viene eletto segretario regionale dei giovani del CDU.
Nel 1994, all'età di 24 anni, viene eletto con il PPI al consiglio comunale di Ragusa, rivestendo il ruolo di vice-capogruppo. 
Nel 1996 aderisce a Forza Italia  nella corrente di Ferdinando Latteri, in quegli anni rettore dell'Università di Catania. Nel 1998 viene rieletto consigliere comunale di Ragusa tra le file dei forzisti, risultando primo in assoluto per numero di preferenze. Dal 1998 al 2001 è stato vice-sindaco della città durante il mandato di Domenico Arezzo, con deleghe assessoriali allo sviluppo economico, servizi sociali, sanità, turismo e spettacolo.
Alle elezioni provinciali del 2003 viene eletto con Forza Italia consigliere provinciale di Ragusa; viene poi eletto Presidente del Consiglio Provinciale.
Alle elezioni comunali del 2006 si candida alla carica di sindaco di Ragusa, sostenuto da UDC, Forza Italia, Alleanza Nazionale, Partito Repubblicano Italiano e dalle liste civiche Dipasquale Sindaco, Ragusa Popolare e Ragusa Soprattutto. Al primo turno ottiene il 45,55% dei voti contro il 35,07% del candidato del centrosinistra Francesco Poidomani. Al successivo ballottaggio Dipasquale ottiene il 52,87% dei voti, venendo quindi eletto sindaco.
Nel 2009 aderisce al Popolo della Libertà, dal quale però si autosospende il 25 settembre 2009.

Alle elezioni comunali del 2011 si ricandida sindaco sostenuto da una coalizione composta da Popolo della Libertà, Unione di Centro, Popolari per l'Italia di Domani, Forza del Sud, Futuro e Libertà per l'Italia, Partito Repubblicano Italiano, Sicilia Vera e le due liste civiche Dipasquale Sindaco e Ragusa Grande di Nuovo. Il primo turno si conclude con la vittoria di Dipasquale, che viene rieletto  sindaco con il 57,19% dei voti, contro il 36,26% del candidato del centrosinistra Sergio Guastella.

### Passaggio al centro-sinistra e legislature all'ARS
Nell'ottobre del 2011 costituisce la lista civica Territorio, affrancandosi dalla coalizione di centro-destra che lo aveva sostenuto alle amministrative. In occasione delle elezioni regionali, il 30 agosto 2012 rassegna le dimissioni dalla carica di Sindaco di Ragusa e annuncia il sostegno a Rosario Crocetta, candidato alla presidenza della Regione siciliana del centrosinistra. Viene eletto deputato all'Assemblea Regionale Siciliana nella lista Crocetta Presidente con 7754 preferenze. Inizialmente iscritto al gruppo "Il Megafono-Lista Crocetta", costituisce in seguito con gli altri deputati del suo movimento politico un gruppo autonomo denominato "Territorio", del quale è capogruppo. 
Nell'ottobre 2014 Dipasquale annuncia la sua adesione al Partito Democratico, nella corrente renziana. Il 24 settembre 2015 annuncia il suo voto a favore del referendum abrogativo contro le trivelle petrolifere marittime, risultando l'unico deputato regionale del PD ad esprimersi in tal senso.
Alle elezioni regionali del 2017 è rieletto deputato regionale nella lista del Partito Democratico.
Alle primarie del PD del 2017 sostiene Matteo Renzi, mentre alle successive primarie del 2019 sostiene Nicola Zingaretti.
Alle elezioni regionali del 2022 viene rieletto per la terza volta deputato regionale tra le file del PD, con 7277 voti di preferenza.
Alle primarie del PD del 2023 sostiene la mozione di Stefano Bonaccini.